# Руководство по эксплуатации
Руководство по эксплуатации — документ или интерактивное электронное приложение, содержащие сведения о конструкции, принципе действия, характеристиках (свойствах) изделия, его составных частях и указания, необходимые для правильной и безопасной эксплуатации изделия (использования по назначению, технического обслуживания, текущего ремонта, хранения и транспортирования) и оценок его технического состояния при определении необходимости отправки изделия в ремонт, а также сведения по утилизации изделия или его составных частей. Руководство по эксплуатации как правило разрабатывается и входит в комплект поставки на все технически сложные изделия.  

## Структура документа
В руководстве по эксплуатации как правило описываются:
- общая конструкция и назначение органов управления;
- принцип действия;
- технические характеристики изделия;
- составные части и комплект поставки;
- указания, необходимые для правильной и безопасной эксплуатации изделия;
- способы оценки технического состояния;
- сведения по утилизации изделия.

При необходимости описания снабжаются иллюстрациями, таблицами, схемами, чертежами. При создании руководства по эксплуатации в виде интерактивного приложения возможно также включение видеоконтента для описания изделия.
Для изделий, экспортируемых в разные страны, руководство по эксплуатации часто выполняется на нескольких языках.

## Стандарты
Руководства по эксплуатации разрабатываются в соответствии с различными отраслевыми стандартами для обеспечения единообразия, удобства использования и ясности. Обычно применяются следующие стандарты:
- ГОСТ Р 2.601-2019: Единая система конструкторской документации (ЕСКД). Эксплуатационные документы.
- ГОСТ Р 2.610-2019: Правила выполнения эксплуатационных документов (п.5 стр.3)

В этих стандартах изложены требования к созданию, оформлению и представлению эксплуатационных документов на промышленную и потребительскую продукцию.
Помимо региональных стандартов, можно руководствоваться международными рекомендациями, такими как ISO/IEC 26514 для документации пользователя программного обеспечения или ANSI Z535.6 для содержания, связанного с безопасностью, что обеспечивает глобальную согласованность в разработке и удобстве использования руководств.